# كوهي تاناكا
كوهي تاناكا (田中公平 تاناكا كوهي) هو ملحن ياباني ولد في 14 فبراير 1954 في أوساكا.

## دراسته
تخرج من جامعة طوكيو للفنون.

## أعماله في التوكوساتسو
- كاتي ني! كاميتامان
- تشوشينسي فلاشمان

## أعماله في الأنمي

### مسلسلات أنمي تلفزيونية
- ون بيس (بالتعاون مع شيرو هاماغوتشي)
- روزاريو + فامباير (بالتعاون مع شيرو هاماغوتشي)
- روزاريو + فامباير CAPU2 (بالتعاون مع شيرو هاماغوتشي)
- ساكورا تايسن
- ساكورا وورز ذي أنيميشن
- بوسو رينكين
- المقاتل المتنقل جي جاندام
- ملك الشجعان غاوغايغار
- الحديقة السرية
- فرقة الفرسان
- ليدي ليدي
- إنجليك لاير
- غاد غارد (بالتعاون مع كازوهيكو ساواغوتشي)
- فتى الرمال
- غيت كيبرز
- داي غارد (بالتعاون مع كينجي كاواي)
- حفيد نوراريهيون
- حفيد نوراريهيون: عاصمة العفاريت (بالتعاون مع كازوهيكو ساواغوتشي و كيجي إيناي)
- هيوكا
- يايبا
- غايست كراشر (بالتعاون مع تاكايوكي نيغيشي)
- كونبورا كيد
- رايجين-أو القاهر
- زوروري المذهل
- إندرايد (بالتعاون مع IMAGINE PROJECT)
- هيا بنا! تماغوتشي
- توتة في المريخ
- عازف كمان هاملين
- أونيهي (بالتعاون مع ريو كاوامورا)
- مندوب المبيعات الضاحك
- مندوب المبيعات الضاحك NEW
- بيترمان
- إكسكايزر الشجاع
- بلانيت ويث
- باك آرو
- دي سايد ترويميراي

### أوفا أنمي
- البدلة المتنقلة جاندام: فريق م.س. رقم 08
- أوتاكو نو فيديو
- غانباستر
- دايباستر
- أسطورة التنين المدرع فيلغاست
- حروب ساكورا: أزهار الكرز المتفتحة الرائعة
- حروب ساكورا: أزهار الكرز المتألقة الرائعة
- ساكورا تايسن: ذكرى تقاعد سوميري كانزاكي
- ساكورا تايسن: إكول دو باريس
- ساكورا تايسن: لو نوفو باريس
- ساكورا تايسن: نيويورك نيويورك
- باستارد!!

### أفلام أنمي
- ون بيس (2000)
- ون بيس: مغامرة الجزيرة الآلية
- ون بيس: مملكة تشوبر في جزيرة الحيوانات الغريبة
- ون بيس: مغامرة الطريق المسدود (بالتعاون مع شيرو هاماغوتشي)
- ون بيس: السيف المقدس الملعون (بالتعاون مع شيرو هاماغوتشي)
- ون بيس: البارون أوماتسوري والجزيرة السرية
- ون بيس: جندي قلعة كاراكوري الآلي (بالتعاون مع ياسونوري إيواساكي)
- ون بيس: أميرة الصحراء والقراصنة (بالتعاون مع شيرو هاماغوتشي، ياسونوري إيواساكي، كازوهيكو ساواغوتشي ومينورو ماروؤو)
- ون بيس: معجزة الساكورا في الشتاء (بالتعاون مع شيرو هاماغوتشي)
- ون بيس فيلم: سترونغ وورلد (بالتعاون مع شيرو هاماغوتشي)
- ون بيس فيلم Z (بالتعاون مع شيرو هاماغوتشي)
- ون بيس ستامبيد
- فيلم تماغوتشي
- زوروري المذهل: خظة الكنز الغامض
- زوروري المذهل: م-م-م-مغامرة كبرى!
- زوروري المذهل: سأحمي بيضة التنين
- زوروري المذهل: أبطال الفضاء
- حروب ساكورا: الفيلم

## أعماله في ألعاب الفيديو
- سلسلة ألعاب ساكورا تايسن
  - ساكورا تايسن
  - هاناغومي تايسن كولمنز
  - ساكورا تايسن 2: إياك والموت
  - هاناغومي تايسن كولمنز 2
  - ساكورا تايسن GB: هجوم، الإنضمام لفريق الزهور!
  - ساكورا تايسن 3: هل باريس تحترق
  - ساكورا تايسن GB2: عملية صاعقة البرق
  - ساكورا تايسن 4: فلتقعن في الحب يا أيتها الفتيات
  - ساكورا وورز: سو لونغ، ماي لاف
  - ساكورا وورز (2019)
- ريزونانس أوف فيت (بالتعاون مع موتوي ساكورابا)
- ليجند أوف ليغايا (بالتعاون مع ميتشيرو أوشيما)
- ويزاردري V: هارت أوف ذا ميلستروم (إصدار إف إم تاونز)
- غرافيتي راش
- غرافيتي راش 2
- ألوندرا
- ألوندرا 2: آ نيو ليجند بيغنز
- باونتي سورد
- بالادينز كويست
- بالادينز كويست 2
- زارديون
- تينغاي ماكيو: فوؤن كابوكيدين
- جاستبريد
- ون بيس: وورلد سيكر

## وصلات خارجية
- كوهي تاناكا على موقع IMDb (الإنجليزية)
- كوهي تاناكا على موقع ميوزك برينز (الإنجليزية)
- كوهي تاناكا على موقع أول ميوزيك (الإنجليزية)
- كوهي تاناكا على موقع ديسكوغز (الإنجليزية)
- كوهي تاناكا على موقع ديسكوغز (الإنجليزية)
- كوهي تاناكا على موقع قاعدة بيانات الفيلم (الإنجليزية)
- كوهي تاناكا على موقع كينوبويسك (الروسية)
- كوهي تاناكا على موقع ANN person (الإنجليزية)